# Temporada 1959 del Campeonato de España de Rally
La temporada 1959 fue la edición 3.ª del Campeonato de España de Rally. El calendario contaba con al menos cuatro pruebas aunque una de ellas, el rally de los Pirineos no se llegó a celebrar. El campeón fue Luciano Eliakin.

## Calendario
| N.º | Fecha               | Rally                       | Superficie     | Series     |
| --- | ------------------- | --------------------------- | -------------- | ---------- |
| 1   | 7-10 de mayo        | 7.º Rally nacional del RACE | Asfalto/tierra |            |
| 2   | 12-14 de junio      | 3.º Rally Cataluña          |                |            |
| 3   | 26-28 de septiembre | 4.º Rally de los Pirineos   | Suspendido     | Suspendido |
| 4   | 28-29 de noviembre  | 2.º Trofeo RACE             |                |            |

## Resultados
- Resultados incompletos.

| Pos. | Piloto          | RAC | CAT | PIR | TRO | Ptos. |
| ---- | --------------- | --- | --- | --- | --- | ----- |
| 1.   | Luciano Eliakin | 4   | 8   | -   | 1   |       |